# Mielichhoferia serridens
Mielichhoferia serridens là một loài rêu trong họ Bryaceae. Loài này được Müll. Hal. mô tả khoa học đầu tiên năm 1879.